# Abdourahim Moina
Abdourahim Moina Afia Alidi (né le 17 décembre 2000 à Saint-Denis) est un footballeur international comorien évoluant au poste de milieu de terrain au Jura Dolois Football.Il évolue avec la sélection des Comores. Il a aussi la nationalité française.

## Biographie

### Carrière en club
Abdourahim Moina  joue en équipe de jeunes au FCM Aubervilliers lorsqu'il intègre en 2018 l'US Concarneau en National. Après deux saisons, il est laissé libre à l'été 2021.

### Carrière internationale
Abdourahim Moina est appelé pour la première fois en sélection nationale comorienne pour le tour de qualification de la Coupe arabe de la FIFA 2021 contre la Palestine à Doha le 24 juin 2021,. Il est titulaire lors de ce match où les Comoriens s'inclinent largement sur le score de 5 à 1, échouant donc à se qualifier pour la phase finale prévue à la fin de l'année.